# Aérodrome Capitán Fuentes Martínez de Porvenir
Capitán Fuentes Martínez Aérodrome (espagnol : Aeródromo Capitán Fuentes Martínez, (code IATA : WPR • code OACI : SCFM)) est un aéroport situé à proximité de Porvenir, Magallanes y de la Antártica Chilena, Chili.

## Situation

### Carte des aéroports du Chili
| \| 100 km1:8 652 000 \| Porvenir El Salvador La Serena Mocopulli Valdivia Pucón Puerto Montt Puerto Williams Antofagasta Arica El Loa Iquique Osorno Balmaceda Araucanie Désert de l'Atacama Santiago Concepcion Île de Pâques Punta Arenas |
| 100 km1:8 652 000 |